# Sergej Bodrov
Sergej Bodrov (russisk: Серге́й Влади́мирович Бодро́в) (født 28. juni 1948 i Khabarovsk i Sovjetunionen) er en sovjetisk filminstruktør, manuskriptforfatter og skuespiller.

## Filmografi
- Katala (Катала, 1989)[3][4]
- Bjergenes fange (Кавказский пленник, 1996)
- Mongol (Монгол, 2007)